# Đảo Robben
Đảo Robben (tiếng Afrikaans: Robbeneiland) là một đảo trong vịnh Bàn, cách bờ biển Bloubergstrand, Cape Town 6,9 kilômét (4,3 mi) về phía tây. Tên của hòn đảo trong tiếng Hà Lan có nghĩa là "đảo hải cẩu". Đảo Robben nhìn từ trên không có hình bầu dục, dài 3,3 km (2,1 mi) theo chiều bắc nam, và rộng 1,9 km (1,2 mi), với diện tích 5,08 km2 (1,96 dặm vuông Anh). Hòn đảo bằng phẳng và chỉ cao trên mặt nước biển vài mét, do hoạt động xói mòn từ thời cổ đại. Người đã từng dành giải Nobel và là cố tổng thống Nam Phi Nelson Mandela đã bị bắt và giam cầm tại đây 18 năm trong tổng số 27 năm sống ở tù trước khi chế độ Apartheid sụp đổ. Tính tới nay, ba trong số các cựu tù nhân trên đảo Robben đã trở thành Tổng thống Nam Phi là Nelson Mandela, Kgalema Motlanthe, và Jacob Zuma.
Đảo Robben là một Di sản Quốc gia Nam Phi đồng thời cũng là một Di sản thế giới của UNESCO từ năm 1999.

## Lịch sử
Kể từ cuối thế kỷ 17, đảo Robben đã được sử dụng chủ yếu như là nơi cách ly các tù nhân chính trị. Những người định cư Hà Lan là những người đầu tiên sử dụng đảo Robben làm nhà tù. Tù nhân đầu tiên bị giam cầm ở đây có lẽ là Autshumato, nhà lãnh đạo của Strandloper vào giữa thế kỷ 17. Trong số những cư dân thường trú đầu tiên của nó, có các nhà lãnh đạo chính trị từ nhiều thuộc địa khác nhau của Hà Lan, bao gồm cả Indonesia, và người lãnh đạo cuộc Binh biến nô lệ trên con tàu Meermin.
Sau khi Hải quân Hoàng gia Anh giành chiến thắng sau Trận Vịnh Saldanha năm 1781, một con tàu đã ra ngoài khơi để gặp tàu hải quân Anh. Trên tàu là những vị vua của Ternate, Tidore và các hoàng tử. Người Hà Lan từ lâu đã giữ họ trên đảo "Isle Robin", nhưng sau đó đã chuyển họ đến Vịnh Saldanha.
Vào năm 1806, người đánh bắt cá voi Scotland John Murray đã mở một trạm săn cá voi tại vịnh được che chắn trên bờ biển phía đông bắc của hòn đảo, được biết đến với tên vịnh Murray, liền với cảng ngày nay có tên là Cảng Vịnh Murray được xây dựng từ 1939–40.